# Jezioro polodowcowe

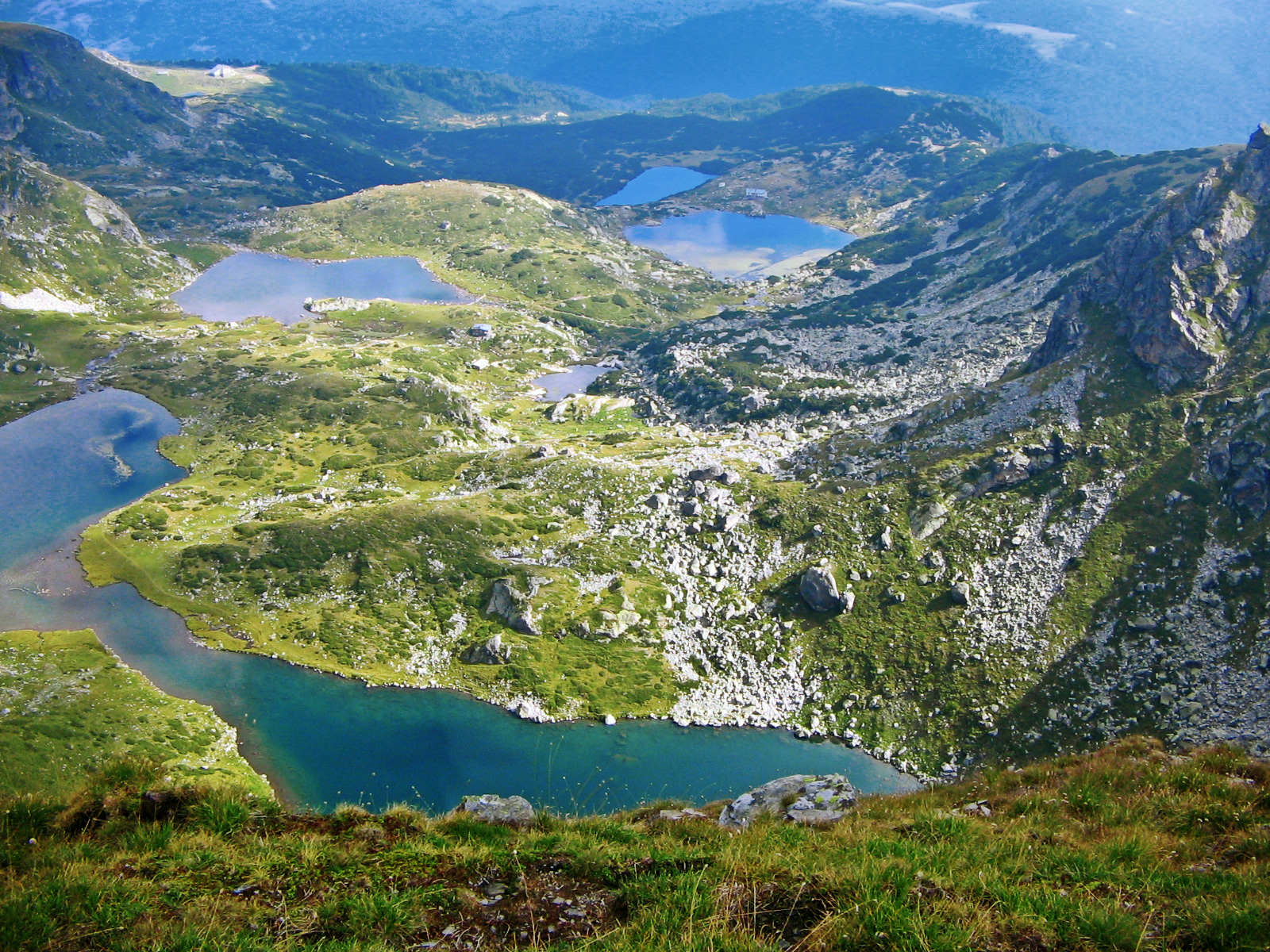
Siedem Rilskich Jezior w masywie Riła (Bułgaria) to typowy przykład jezior polodowcowych.

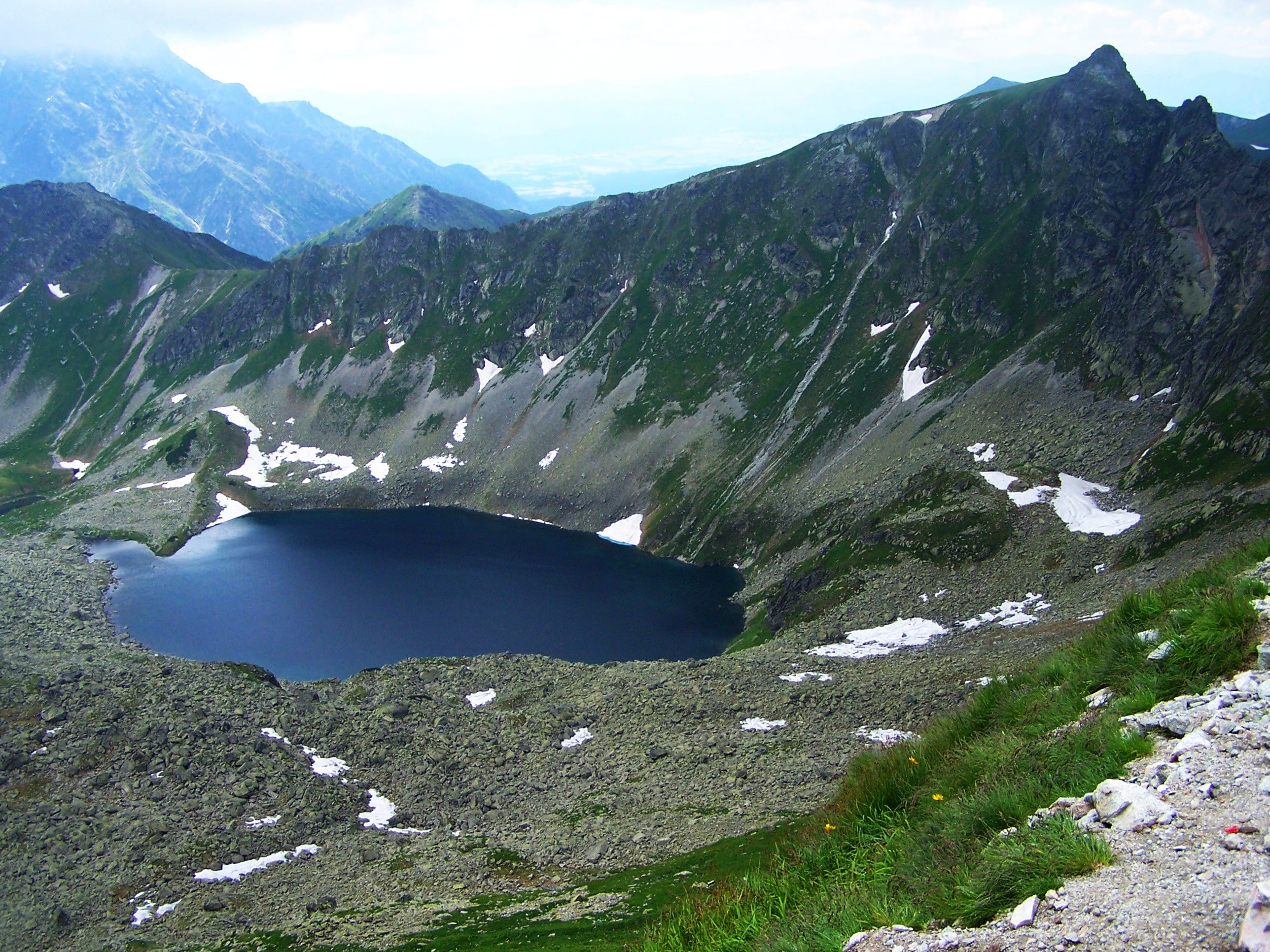
Zadni Staw Polski, przykład polodowcowego jeziora karowego

Jezioro polodowcowe – rodzaj jeziora powstałego w zagłębieniu terenu utworzonym wskutek działalności lodowca lub lądolodu, charakterystyczny dla obszarów młodoglacjalnych. Woda tych jezior nie jest roztopową wodą lodowcową, bo ta dawno uległa wymianie, a nawet w pewnych przypadkach w jeziorze nigdy nie było wód roztopowych. W niektórych miejscach pojawiły się stale podmokłe obszary bagien i torfowisk.
Znaczna część jezior polodowcowych pochodzi z roztopienia rozległych płatów martwego lodu, które przez dłuższy czas utrzymywały się jeszcze przed czołem cofającego się lodowca. Bryły martwego lodu otoczone były wówczas dookoła materiałem morenowym lub żwirami i piaskami osadzonymi przez wody roztopowe. Na skutek tego, wokół jezior i torfiastych obniżeń po dawnych jeziorach spotkać można często strome krawędzie, które odpowiadają dawnemu stykowi martwego lodu z otaczającymi go utworami (tzw. krawędzie wytopiskowe).
Formy brzegów jezior niejednokrotnie są podobne do niektórych form wybrzeża morskiego: spotyka się tu falezy, niekiedy wały nadbrzeżne, a przy ujściach rzek – delty.
W miarę upływu czasu wszystkie jeziora wypełniają się piaskiem i mułem nanoszonym przez spływające do nich wody, zarastają od brzegów roślinnością, a wreszcie nikną i przeobrażają się w torfowiska.
Jeziora polodowcowe występują w Polsce na obszarze objętym przez najmłodsze zlodowacenie północnopolskie. W strefach pagórkowatych czołowo-morenowych są one tak liczne, że całe regiony przybrały stąd nazwę pojezierzy.

## Rodzaje jezior
Wśród jezior polodowcowych wyróżnia się m.in.:
- jeziora eworsyjne;
- jeziora karowe (cyrkowe);
- jeziora morenowe;
- jeziora rynnowe;
- jeziora wytopiskowe;
- jeziora zastoiskowe;
- oczka polodowcowe (oczko wytopiskowe).